# Wereldkampioenschappen wielrennen 2010
De wereldkampioenschappen wielrennen 2010 werd van 29 september tot en met 3 oktober 2010 gehouden in het Australische Melbourne en Geelong.

## Problemen
Vanwege aanhoudende regenval, enkele weken voordat het WK plaatsvond, stond een deel van het parcours onder water. Het water is afkomstig uit de rivier Barwon, die buiten zijn oevers is getreden. Als gevolg hiervan was een brug over de rivier, die speciaal voor het wereldkampioenschap is aangelegd, ondergelopen. De organisatie overwoog om de brug buiten het parcours te laten als het probleem niet was opgelost voor de aanvang van het WK.

## Programma

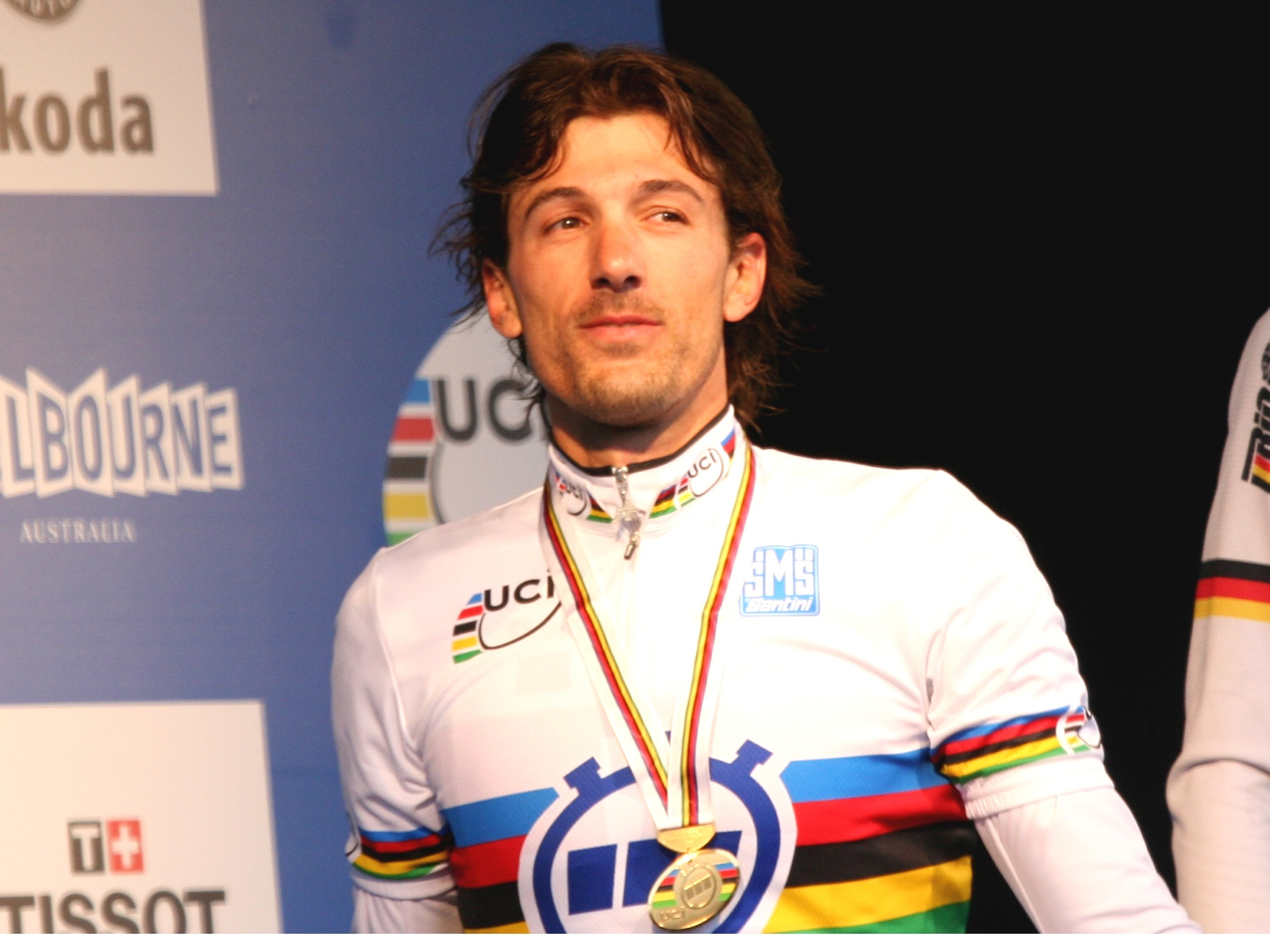
Fabian Cancellara met de gouden medaille op de tijdrit

Vermelde tijden zijn lokaal (UTC+10)
| Datum           | Starttijd | Categorie               | Afstand  |
| --------------- | --------- | ----------------------- | -------- |
| di 29 september | 10:00     | Tijdrit mannen beloften | 31,8 km  |
| di 29 september | 15:00     | Tijdrit vrouwen elite   | 22,9 km  |
| wo 30 september | 13:00     | Tijdrit mannen elite    | 45,8 km  |
| do 1 oktober    | 13:00     | Wegrit mannen beloften  | 159 km   |
| vr 2 oktober    | 13:00     | Wegrit vrouwen elite    | 127,2 km |
| za 3 oktober    | 10:00     | Wegrit mannen elite     | 262,7 km |

## Uitslagen

### Mannen

#### Tijdrit elite
| #      | Renner              | Land                | Tijd   |
| ------ | ------------------- | ------------------- | ------ |
| Goud   | Fabian Cancellara   | Zwitserland         | 58'09" |
| Zilver | David Millar        | Verenigd Koninkrijk | +1'02" |
| Brons  | Tony Martin         | Duitsland           | +1'12" |
| 4      | Richie Porte        | Australië           | +1'19" |
| 5      | Michael Rogers      | Australië           | +2'24" |
| 6      | Koos Moerenhout     | Nederland           | +2'40" |
| 7      | Luis León Sánchez   | Spanje              | +2'44" |
| 8      | David Zabriskie     | Verenigde Staten    | +2'51" |
| 9      | Maciej Bodnar       | Polen               | +3'00" |
| 10     | Gustav Erik Larsson | Zweden              | +3'01" |

#### Wegrit elite
| #      | Renner             | Land       | Tijd     |
| ------ | ------------------ | ---------- | -------- |
| Goud   | Thor Hushovd       | Noorwegen  | 6u21'49" |
| Zilver | Matti Breschel     | Denemarken | z.t.     |
| Brons  | Allan Davis        | Australië  | z.t.     |
| 4      | Filippo Pozzato    | Italië     | z.t.     |
| 5      | Greg Van Avermaet  | België     | z.t.     |
| 6      | Óscar Freire       | Spanje     | z.t.     |
| 7      | Aleksandr Kolobnev | Rusland    | z.t.     |
| 8      | Asan Bazajev       | Kazachstan | z.t.     |
| 9      | Yukiya Arashiro    | Japan      | z.t.     |
| 10     | Romain Feillu      | Frankrijk  | z.t.     |

#### Tijdrit beloften (U23)
| #      | Renner             | Land             | Tijd     |
| ------ | ------------------ | ---------------- | -------- |
| Goud   | Taylor Phinney     | Verenigde Staten | 42'50"29 |
| Zilver | Luke Durbridge     | Australië        | +1"90    |
| Brons  | Marcel Kittel      | Duitsland        | +24"01   |
| 4      | Nélson Oliveira    | Portugal         | +27"96   |
| 5      | Rohan Dennis       | Australië        | +46"87   |
| 6      | Matteo Mammini     | Italië           | +49"88   |
| 7      | Tom Dumoulin       | Nederland        | +1'06"55 |
| 8      | Jésus Herrada      | Spanje           | +1'18"48 |
| 9      | Andrei Krasilnikau | Wit-Rusland      | +1'35"62 |
| 10     | Geoffrey Soupe     | Frankrijk        | +1'38"21 |

#### Wegrit beloften (U23)
| #      | Renner                 | Land             | Tijd     |
| ------ | ---------------------- | ---------------- | -------- |
| Goud   | Michael Matthews       | Australië        | 4u01'23" |
| Zilver | John Degenkolb         | Duitsland        | z.t.     |
| Brons  | Taylor Phinney         | Verenigde Staten | z.t.     |
| Brons  | Guillaume Boivin       | Canada           | z.t.     |
| 5      | Arnaud Demare          | Frankrijk        | z.t.     |
| 6      | Sonny Colbrelli        | Italië           | z.t.     |
| 7      | Laurens de Vreese      | België           | z.t.     |
| 8      | Sebastian Lander       | Denemarken       | z.t.     |
| 9      | Juan José Lobato       | Spanje           | z.t.     |
| 10     | Vjatsjeslav Koeznetsov | Rusland          | z.t.     |

### Vrouwen

#### Tijdrit elite
| #      | Renner          | Land                | Tijd     |
| ------ | --------------- | ------------------- | -------- |
| Goud   | Emma Pooley     | Verenigd Koninkrijk | 32'48"44 |
| Zilver | Judith Arndt    | Duitsland           | +15"17   |
| Brons  | Linda Villumsen | Nieuw-Zeeland       | +15"80   |
| 4      | Amber Neben     | Verenigde Staten    | +37"66   |
| 5      | Jeannie Longo   | Frankrijk           | +43"94   |
| 6      | Evelyn Stevens  | Verenigde Staten    | +1'00"08 |
| 7      | Tara Whitten    | Canada              | +1'05"91 |
| 8      | Shara Gillow    | Australië           | +1'13"18 |
| 9      | Emilia Fahlin   | Zweden              | +1'22"20 |
| 10     | Tatiana Guderzo | Italië              | +1'25"55 |

#### Wegrit elite
| #      | Renner               | Land                | Tijd     |
| ------ | -------------------- | ------------------- | -------- |
| Goud   | Giorgia Bronzini     | Italië              | 3u32'01" |
| Zilver | Marianne Vos         | Nederland           | z.t.     |
| Brons  | Emma Johansson       | Zweden              | z.t.     |
| 4      | Nicole Cooke         | Verenigd Koninkrijk | z.t.     |
| 5      | Judith Arndt         | Duitsland           | +1"      |
| 6      | Grace Verbeke        | België              | +3"      |
| 7      | Trixi Worrack        | Duitsland           | z.t.     |
| 8      | Rasa Leleivytė       | Litouwen            | z.t.     |
| 9      | Elizabeth Armitstead | Verenigd Koninkrijk | z.t.     |
| 10     | Carla Swart          | Zuid-Afrika         | z.t.     |

### Medaillespiegel
| Plaats | Land                | Goud | Zilver | Brons | Totaal |
| 1      | Australië           | 1    | 1      | 1     | 3      |
| 2      | Verenigd Koninkrijk | 1    | 1      | 0     | 2      |
| 3      | Verenigde Staten    | 1    | 0      | 1     | 2      |
| 4      | Zwitserland         | 1    | 0      | 0     | 1      |
| 4      | Italië              | 1    | 0      | 0     | 1      |
| 4      | Noorwegen           | 1    | 0      | 0     | 1      |
| 7      | Duitsland           | 0    | 2      | 2     | 4      |
| 8      | Nederland           | 0    | 1      | 0     | 1      |
| 8      | Denemarken          | 0    | 1      | 0     | 1      |
| 10     | Nieuw-Zeeland       | 0    | 0      | 1     | 1      |
| 10     | Canada              | 0    | 0      | 1     | 1      |
| 10     | Zweden              | 0    | 0      | 1     | 1      |
| Totaal | Totaal              | 6    | 6      | 6     | 18     |